# Passo des Étroits
Passo des Étroits  (em francês:  Col des Étroits) é uma  colo de montanha do maciço do Jura, na Suíça a 1 152 m de altitude, situado no cantão de Vaud e que faz a ligação entre o vale de Travers e o planalto suíço.
Situado na comuna de Sainte-Croix (Vaud) liga as localidades de Fleurier a Norte, com  Yverdon a Sudoeste. Já conhecido na antiguidade, o colo era visto pelos senhores de Grandson ao "seu" colo de Jougle e  permitia a passagem do sal e do vinho da Borgonha